# Ignasi de Solà-Morales i Rubió
Ignasi de Solà-Morales i Rubió (Barcelona, 24 d'agost de 1942 - Amsterdam, Països Baixos, 12 de març del 2001) fou un arquitecte i professor universitari català.

## Biografia
Va néixer el 1942 a la ciutat de Barcelona, fill d'una família d'arquitectes entre els quals destaquen el seu avi Joan Rubió i Bellver, el seu pare Manuel de Solà-Morales i de Rosselló i el seu germà Manuel de Solà-Morales i Rubió. Va estudiar arquitectura i filosofia a la Universitat de Barcelona, aconseguint l'any 1977 el doctorat i esdevenint posteriorment catedràtic de l'Escola Tècnica Superior d'Arquitectura de Barcelona, pertanyent a la Universitat Politècnica de Catalunya.
Ha estat professor de la Universitat de Colúmbia (Estats Units d'Amèrica), membre de l'Institute for Architecture and Urban Studies (Nova York) i director de l'Arxiu Històric d'Arquitectura, Disseny i Urbanisme del Col·legi Oficial d'Arquitectes de Catalunya (COAC).
Tenia tres fills(Pau,Oriol i Clara), dos fills arquitectes, Pau i Clara. Va morir l'11 de març de 2001 a la ciutat d'Amsterdam (Països Baixos), a conseqüència d'un atac de cor quan es trobava en aquesta ciutat com a integrant del jurat del Premi d'arquitectura Mies van der Rohe. Fou enterrat al cementiri del Port de la Selva.

## Activitat professional
Des de 1971 treballa en el seu propi despatx professional d'arquitectura. L'any 1984 va dirigir la reconstrucció del pavelló d'Alemanya de Mies Van der Rohe, Barcelona, conjuntament amb els arquitectes Ferran Ramos i Cristian Cirici, l'original del qual fou derrocat després de finalitzar l'Exposició Internacional de 1929.
Entre les moltes obres realitzades destaca el projecte d'ampliació, juntament amb Xavier Fabré i Lluís Dilmé, del Gran Teatre del Liceu i, després del seu incendi el 31 de gener de 1994, la seva reconstrucció, un edifici que fou reinaugurat el 7 d'octubre de 1999. L'any 2000 els tres arquitectes foren guardonats amb el Premi Nacional de Patrimoni Cultural per aquesta obra. Fou acadèmic constituent de la Reial Acadèmia d'Enginyeria d'Espanya.

## Obra publicada
Interessat per la teoria i la història de l'arquitectura, és autor de diversos estudis:
- 1975: Rubió i Bellver y la fortuna del Gaudinismo
- 1976: L'arquitectura del expresionismo
- 1976: Centenari de l'Escola d'Arquitectura de Barcelona. Un assaig d'interpretació
- 1980: Eclecticismo y vanguardia
- 1983: Gaudí
- 1984: Arquitectura teatral en España
- 1985: L'Exposició Internacional de Barcelona 1914-1929
- 1986: Arquitectura Minimale a Barcelona
- 1986: Contemporary Spanish Architecture
- 1986: Arquitectura balneària a Catalunya
- 1996: Diferencias: topografía de l'arquitectura contemporánea